# 仁丹
仁丹（じんたん）は、森下仁丹から発売されている口中清涼剤である。医薬部外品。

## 概要

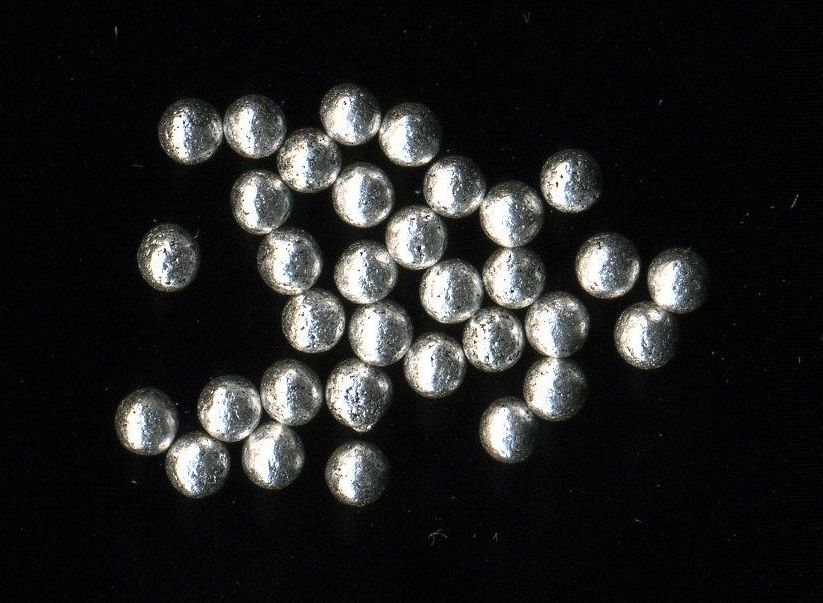
仁丹

桂皮や薄荷脳など、16種類の生薬を配合して丸め、銀箔（発売当初から戦前まではベンガラ）でコーティングした丸薬。独特の匂いをもつ。そのためもあって、携帯する際には専用の携帯ケースを使う。銀でコーティングをするのは銀の殺菌効果で保存性を高めるためである。
パッケージに描かれた登録商標である「大礼服マーク」は有名である。仁丹の宣伝普及に伴い、大礼服着用の際の二角帽子を軍人が俗称として「仁丹帽」と呼ぶようになったほどである（ただし実際には、軍人ではなく外交官をイメージしてデザインされたものである）。
パッケージには「JINTAN」というローマ字のロゴもあるが、海外輸出用では、インドネシア向け「DJINTAN」、中南米向け「DZINTAN」という風に、現地で「ジンタン」と読めるようつづりを使い分けた。
派生品として、グリーン仁丹、梅仁丹、レモン仁丹といった商品が発売された。
「仁丹」の名前の由来は、儒教の教えの中心で最高の徳とされる「仁」と良薬や丸薬の意である「丹」を合わせたもので、 藤沢南岳と西村天囚からのアドバイスを受け、創業者である森下博が命名、1900年（明治33年）に商標登録した。

## 歴史

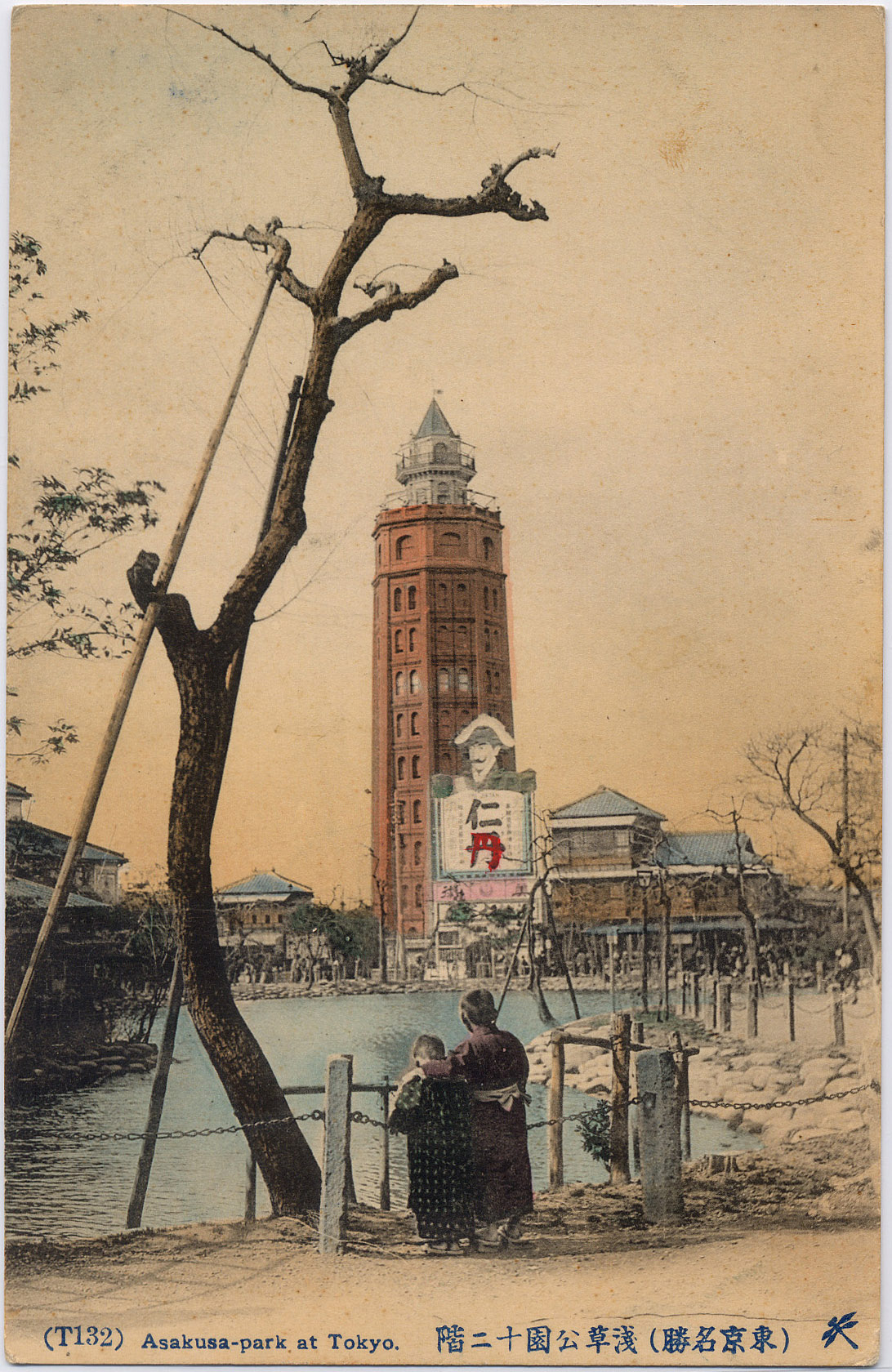
仁丹の看板と浅草十二階

仁丹は1905年（明治38年）に「懐中薬」として発売された。発売当初の仁丹は赤色で大粒の物だったが、年を追うごとに改良が重ねられ、1929年（昭和4年）に現在の形となる銀粒仁丹が発売される。
医療水準が十分でなかった、当時の日本において、創業者の森下博が「病気は予防すべきものである」という考えに基づき、毎日いつでも服用できるようにと、台湾出兵に同行した際、現地の住民が服用していた丸薬をヒントに開発したものである。発売当時は、謳い文句として「完全なる懐中薬・最良なる毒消し（もしくは最良なる口中香剤）」という二文がついていた。なお、ここでいう「毒」とはコレラや梅毒のことを指しており、特にコレラは明治・大正期においては致死率の非常に高い病気であった。
大正期に入ると、当時猛威を振るっていたコレラに対しての予防を前面に打ち出し、謳い文句が「消化と毒けし」に変わる。当時はコレラに対する治療法が徹底されていなかったこともあり、全国紙に全面広告を幾度も掲載して「消化を良くし、胃腸を健やかにすべし」との考えを遍く広め定着させたことで、仁丹の売り上げはさらに飛躍することになる。なお昭和に入ると一頁広告の隅に「昭和の常識」と称した豆知識コーナーが添えられるようになる。

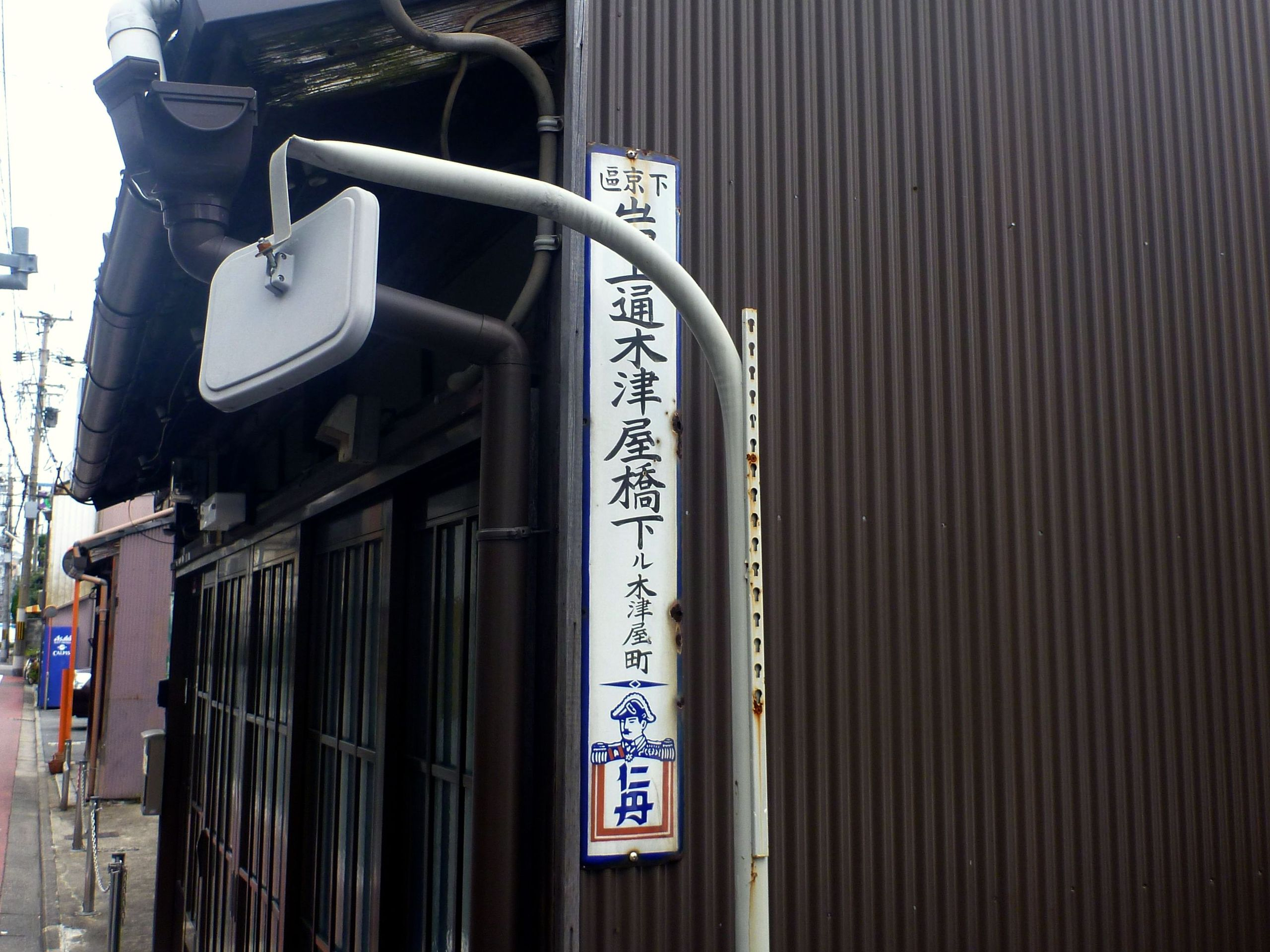
仁丹の広告がついた京都の町名表示

明治・大正期に大阪の梅田・難波や東京の上野・浅草に広告塔（浅草のものは、凌雲閣を模したもので「仁丹塔」と呼ばれ親しまれた）を設置するなど、広告展開を幅広く行った商品としても知られる。当時は非常に珍しい存在であった飛行機で空からビラを撒いたり、上野の広告塔では掲げられた「仁丹」の2文字に電球を配して夜でもわかるようにするなど、パブリシティを重視し、その広告宣伝手法は当時から話題を呼んでいた。また京都市内の街中に戦前に貼られた広告は町名板を兼ねていたものであり、現在でも戦火を免れて至るところに残っている。日中戦争当時は、海を越えて、中国大陸の日本軍占領統治下の人家の壁に広告を出すまでになっていた。2010年（平成22年）になり、この看板を再び増やす計画が立てられている。他にもJR西日本沿線の滋賀県内や広島県内の各地では、1960年代から1970年代頃までに貼られたと思しき仁丹のホーロー看板が貼り巡らされた建物も存在する。
いかに社会に貢献しているかを広告で報告として紹介している。例を挙げるならば、1914年（大正3年）の鹿児島大惨害（桜島の噴火）、東北及び北海道の飢饉にはそれぞれ1万円を、1915年（大正4年）の中国の大水害にも1万円を還元している。他にも大きな災害や事故のあるたびに仁丹は利益の一部を社会に還元していたのである。
1914年（大正3年）2月より「金言広告」と題し、歴史上有名人物の言葉を広告に入れることを発表した。
この他、1959年（昭和34年）頃には、ダーク・ダックスを起用したテレビCMが放送され「ジン・ジン・仁丹 ジンタカッタッタッタ」のフレーズが人気を集めていた。

## 成分
- 甘草[3]
- 甘草粗エキス末[3]
- 阿仙薬[3]
- 桂皮[3]
- 茴香[3]
- 生姜[3]
- 丁字[3]
- 縮砂[3]
- 益智[3]
- 木香[3]
- 薄荷脳[3]
- 桂皮油[3]
- 丁字油[3]
- 甘茶[3]
- 香料[3]

## 適応症
- 気分不快[3]
- 口臭[3]
- 乗り物酔い[3]
- 二日酔い[3]
- 悪心嘔吐[3]
- 胸つかえ[3]